# コパウエ山

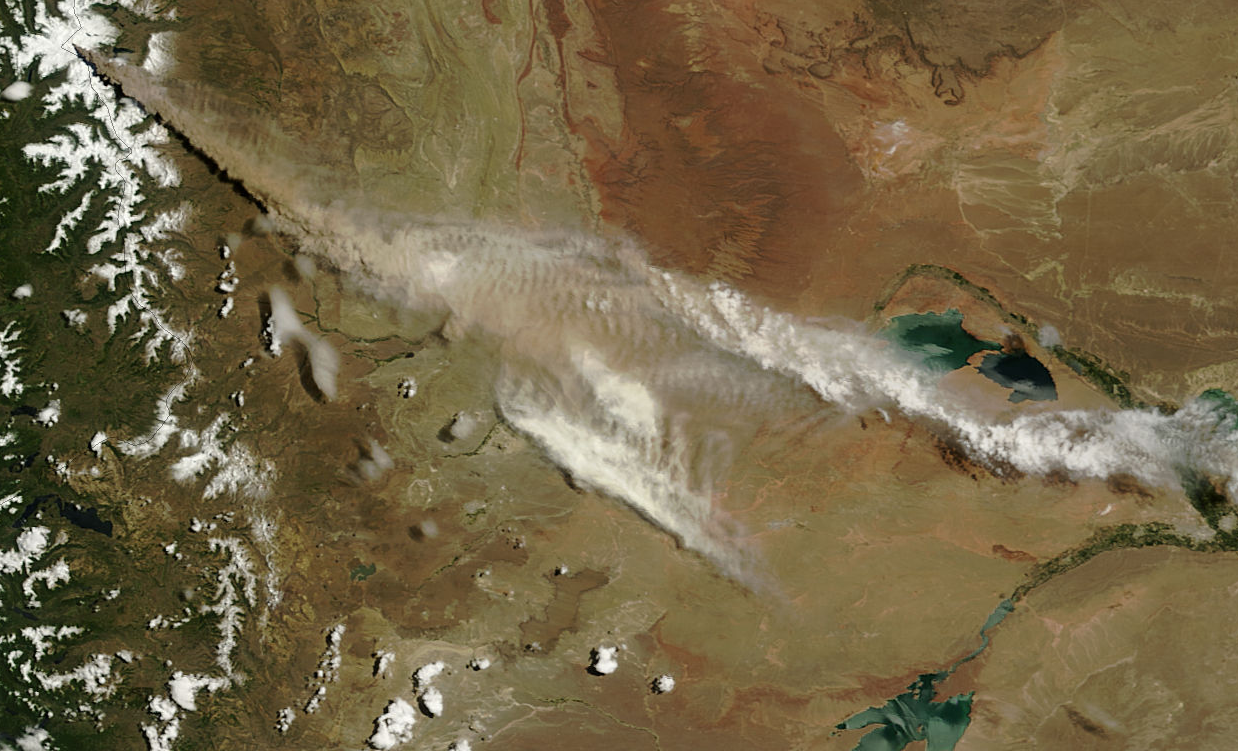
コパウエ山の噴煙
2012年12月22日、宇宙から撮影

コパウエ山（コパウエさん）は、アルゼンチン、チリ国境線上にある山。コパウェ、コパウエ火山として報道されることもある。

## 概要
アンデス山脈の一部をなす。山頂付近に南北方向に複数の火口をもつ成層火山。ここでは2,997mという目安を示すが、どこを山頂とするかで諸数値あり。始新世の頃から活動を開始。近年では2012年12月22日、2014年12月に噴火している。

## 周辺
コパウエ山周辺は、人口の希薄地帯であり森林が広がっているが、アルゼンチン側では、コパウエ-カビアウエ温泉保養地などに見られる開発などが行われている。また、アルゼンチンでは、1970年代から地熱開発を進めてきた経緯があり、山麓では1987年-1992年にかけて日本のJICAによる調査を実施したことがある。